# Malaxis longipedunculata
Malaxis longipedunculata är en orkidéart som beskrevs av Oakes Ames. Malaxis longipedunculata ingår i släktet knottblomstersläktet, och familjen orkidéer. Inga underarter finns listade i Catalogue of Life.